# Apprentissage anticipé de la conduite en France
Pour les articles homonymes, voir AAC.
 (novembre 2014).
Si vous disposez d'ouvrages ou d'articles de référence ou si vous connaissez des sites web de qualité traitant du thème abordé ici, merci de compléter l'article en donnant les références utiles à sa vérifiabilité et en les liant à la section « Notes et références ».
L'Apprentissage anticipé de la conduite, AAC, auparavant appelée conduite accompagnée,, est une formation française existant depuis 1987 et visant à faciliter l'apprentissage de la conduite automobile à partir de quinze ans en France en vue de l'obtention du permis de conduire, et qui s'inscrit dans le continuum éducatif à la route.
Le principe de cette formation réside sur l'acquisition progressive et étalée sur une longue durée de l'expérience, des savoir-faire et des connaissances nécessaires à la conduite d'un véhicule entrant dans la catégorie B.
C’est une formation graduelle de l’élève, apprenant les bases de la conduite à l’auto-école et se perfectionnant avec un accompagnateur (généralement un parent proche, père ou mère), avant de passer son permis. L’intérêt réside dans son taux de réussite plus important par rapport à une formation classique (70 % contre 54 % en 2007) principalement grâce au fait que l'élève pratique de manière plus importante avant de passer son examen.

## Prérequis

### Véhicule
Le véhicule sur lequel se fera l’apprentissage en période de conduite accompagnée doit comporter un rétroviseur à gauche et à droite. L’attelage d’une remorque dont les caractéristiques nécessitent l’obtention du permis BE est interdit.
Une extension de garantie concernant l'AAC est obligatoire. L'acceptation de l'extension du contrat reste à l'appréciation de l’assureur.

### Accompagnateur
L’accompagnateur doit justifier de cinq ans sans interruption de détention du permis de catégorie B.
Il est conseillé pour l'accompagnateur d'installer sur sa voiture un kit de rétroviseurs pour la conduite accompagnée afin de lui permettre d'avoir les visions latérales et arrière. Ceci dans le but de mieux jouer le rôle d'accompagnateur et de réagir plus rapidement pour éviter un accident.
Plusieurs personnes peuvent être désignées accompagnateurs, leurs noms doivent être mentionnés sur le contrat liant l'élève, l'auto-école et l'accompagnateur. L’accord de l’assureur du ou des accompagnateurs est nécessaire. Mais l’assureur peut refuser si la personne a commis au volant :
- un homicide ou des blessures involontaires ;
- une conduite sous une emprise alcoolique ;
- un délit de fuite ;
- un refus d’obtempérer ;
- une conduite sous le coup d’une suspension ou une annulation de permis.

## Formation
La formation se déroule en trois étapes : la formation initiale, la période de conduite accompagnée et la présentation à l'examen.
Préalablement à ces trois étapes, l'apprenti conducteur passe tout d'abord l'évaluation de départ classique, qui va permettre de prévoir le nombre d'heures de conduite nécessaires (le nombre minimum étant toujours de 20 heures obligatoires). Il s'agit là d'une prévision, qui peut évidemment être modulée en fonction de l'évolution du conducteur lors de sa formation.

### Formation initiale
C'est la formation classique du permis de conduire, les objectifs sont précisés dans le livret d'apprentissage de l'élève.

#### Épreuve théorique générale(ETG)
Appelé couramment « le code », il peut être obtenu à partir de quinze ans et doit être réussi avant le terme de la formation initiale. L'ETG est valide pour l'épreuve pratique de l'examen du permis de conduire cinq ans après l'avoir réussite.
Les candidats inscrits en apprentissage anticipé de la conduite et ayant obtenu un résultat favorable à l'épreuve théorique de fin de formation initiale conservent le bénéfice de leur admissibilité pour cinq épreuves pratiques. Le code doit être valable lors de la fin de formation et le jour de l'examen pratique (aucun délai n'est stipulé, le candidat qui dépasse la validité du code en restant en conduite accompagnée plus longtemps devra repasser son examen théorique pour le passage pratique). Le bénéfice de l'admissibilité reste acquis en cas de changement soit de filière de formation, soit de catégorie ou de sous-catégorie de permis de conduire.
La formation à l'ETG et l'examen sont identiques à la filière classique.

#### Formation pratique
La formation initiale est dispensée dans un établissement de l’enseignement de la conduite agréé. Elle est point par point identique à celle d'un permis de conduire classique. La seule particularité par rapport à une formation classique est la présence obligatoire de l'accompagnateur lors de la validation de la quatrième étape.
Le nombre d'heures de conduite, c'est-à-dire la formation pratique, ne peut être inférieur à 20 heures dont au moins quinze heures sur les voies ouvertes à la circulation sauf si vous êtes :
- déjà titulaire d'une autre catégorie de permis (sauf les catégories AM et B1) : pas de nombre minimum d'heures obligatoire imposé, cela dépend de votre progression dans l'apprentissage ;
- élève suivant une formation limitée à la conduite de véhicules équipés d'une boîte de vitesses automatique : un volume minimum de 13 heures est requis.

S'ajoutent deux heures pour un rendez-vous préalable avec l'accompagnateur, l'enseignant lui prodigue des conseils.
La progression et les acquis de l'élève sont inscrits dans un livret d'apprentissage AAC. Il est généralement bleu et/ou blanc et fourni par l'établissement. Ce livret suivra l'élève durant toute sa formation  et lui permettra de conduire avec ses accompagnateurs, il lui sert de « permis de conduire » aussi bien durant la formation pratique que pendant la période de conduite accompagnée.
C’est le formateur qui estime et décide quand l’élève est prêt pour commencer la phase de la conduite accompagnée. Il délivre l’attestation de fin de formation initiale. Cette attestation se trouve dans le livret AAC ; un exemplaire reste dans le livret et justifie la formation, notamment lors d'un contrôle des forces de l'ordre, un exemplaire est destiné à l'établissement et un troisième exemplaire, destiné à l'assurance de la voiture de l'accompagnateur, est remis au conducteur.
Le plus intéressant pour l'élève est de terminer rapidement la formation pratique pour acquérir l'expérience avec l'accompagnateur plutôt qu'en leçons payantes.

### Généralités
Un rendez-vous préalable à la période de conduite est obligatoire avec les formateurs en auto-école (2 heures).
L'élève peut alors prendre le volant durant la phase de conduite accompagnée, au côté de son accompagnateur. Celui-ci a le rôle et le devoir de conseiller l'apprenti, afin de parfaire sa formation, de lui donner plus d'aisance, plus d'assurance, mais aussi de l'informer sur la conduite. L'apprenti va aussi bien automatiser sa conduite que découvrir toutes sortes de situations particulières qu'il n'aurait pas eu le temps de connaître en auto-école. L'accompagnateur est par ailleurs soumis aux mêmes règles concernant la possession de ses moyens, telle l'alcoolémie, que s'il se trouvait au volant.
L’élève doit effectuer au minimum trois mille kilomètres pendant une période de durée indéterminée, sur des parcours variés (jusqu'en décembre 2009, la durée de cette période fut au minimum d'un an et de trois ans maximum à compter de la date figurant à l’issue de la formation initiale sur le livret d’apprentissage (sur l'attestation de fin de formation)).
La conduite accompagnée doit s'effectuer sur des parcours variés (agglomération, route, autoroute et montagne), restreinte au territoire national français uniquement.
Le conducteur doit respecter les mêmes restrictions sur les limitations de vitesse que les conducteurs novices :
- 110km/h sur les sections d'autoroute où la vitesse est limitée à 130 km/h
- 100 km/h sur les autres sections d'autoroute
- 100 km/h sur les routes à 2 chaussées séparées par un terre-plein central
- 50 km/h en agglomération
- 80 km/h sur les routes limitées à 90 km/h[10]
- 80 km/h sur les autres routes[11]

Ces vitesses restent inchangées par temps de pluie.
Lorsque la visibilité est inférieure à 50 mètres (brouillard, chute de neige, forte pluie, etc.), la vitesse maximale est abaissée à 50 km/h maximum sur tous les types de routes.
Durant ses parcours de conduite accompagnée, l'élève apprenti doit toujours conserver avec lui le livret d'apprentissage (avec l'attestation de fin de formation) et le document prouvant l'extension de garantie de l'assurance. Ces documents doivent être présentés en cas de contrôle par les forces de l'ordre, en plus des papiers du véhicule et de ceux de l'accompagnateur. Il doit également avoir l'additif au livret d'apprentissage pour la formule « Apprentissage anticipé de la conduite ».
Le disque réglementaire AAC doit être apposé sur l'arrière gauche inférieur de la carrosserie du véhicule pendant les trajets de conduite accompagnée[réf. souhaitée].
Les trajets doivent être notés sur le livret d’apprentissage délivré par l'auto-école, avec mention du nombre de kilomètres, du type de routes, des difficultés éventuelles…) afin de pouvoir en parler avec l’enseignant lors des rendez-vous pédagogiques.

### Les rendez-vous pédagogiques
Un rendez-vous préalable de 2 heures est obligatoire, entre le formateur responsable de la formation en auto-école, l'accompagnateur et l'élève.
Durant la période de conduite accompagnée, des rendez-vous pédagogiques (2 minimum) entre le responsable de la formation, l’élève conducteur et ses accompagnateurs doivent être organisés sur une durée de trois heures, soit, 2 heures théoriques (animation, en salle, avec un enseignant de la conduite sur des sujets de sécurité routière) et 1 heure de pratique, en conduite (évaluation du comportement du conducteur) dans les 6 mois qui suivent l'attestation de fin de formation et après avoir parcouru 1 000 km. Le second rendez-vous pédagogique de même type que le premier, soit 3 heures planifié dans les deux mois, précédent le passage à l'examen pratique (admission).
L’intérêt de ces RVP (rendez-vous pédagogiques) est de confirmer, de conseiller, de corriger ou recadrer les élèves, leurs erreurs et défauts non corrigés ou maladroits des accompagnateurs.
Un RVP est constitué de deux phases :
- une étape en circulation d’une heure minimum, se déroulant entre quatre et six mois après la date de fin de la formation initiale et à partir de 1 000 km ;
- un entretien individuel ou en groupe animé par un moniteur, évoquant le vécu de l’élève et axé sur la sécurité routière, se déroulant durant les deux derniers mois de la période de conduite accompagnée et après un minimum de 3 000 km.

Un RVP supplémentaire peut tout à fait être mis en place en plus des deux RVP minimum légaux, à l'initiative du moniteur, de l'élève ou de l'accompagnateur si le besoin s'en fait sentir.

### Examen du permis de conduire
Après l’obtention de l’ETG, les 20 heures de conduites et les 3 000 km, les deux rendez vous pédagogique et 6 mois minimum de conduite accompagnée, l’élève pourra être présenté à l’épreuve classique du permis de conduire à partir de ses 17 ans (muni de son livret d'apprentissage dûment rempli). 
L'épreuve est similaire à celle de la filière classique : un parcours de conduite sur route en agglomération et hors agglomération. Ce dernier dure 32 minutes, avec une ou deux manœuvres (mais qui comporte toujours une marche arrière), deux questions sur les vérifications (intérieures et extérieures) et une question de secourisme.

## À la suite de l'obtention du permis de conduire
Le nouveau titulaire du permis de conduire devra observer une période probatoire de deux ans, contre trois ans pour un apprentissage « classique ». Les limitations de vitesses sont les mêmes que pour un permis probatoire classique, évoquées plus haut.

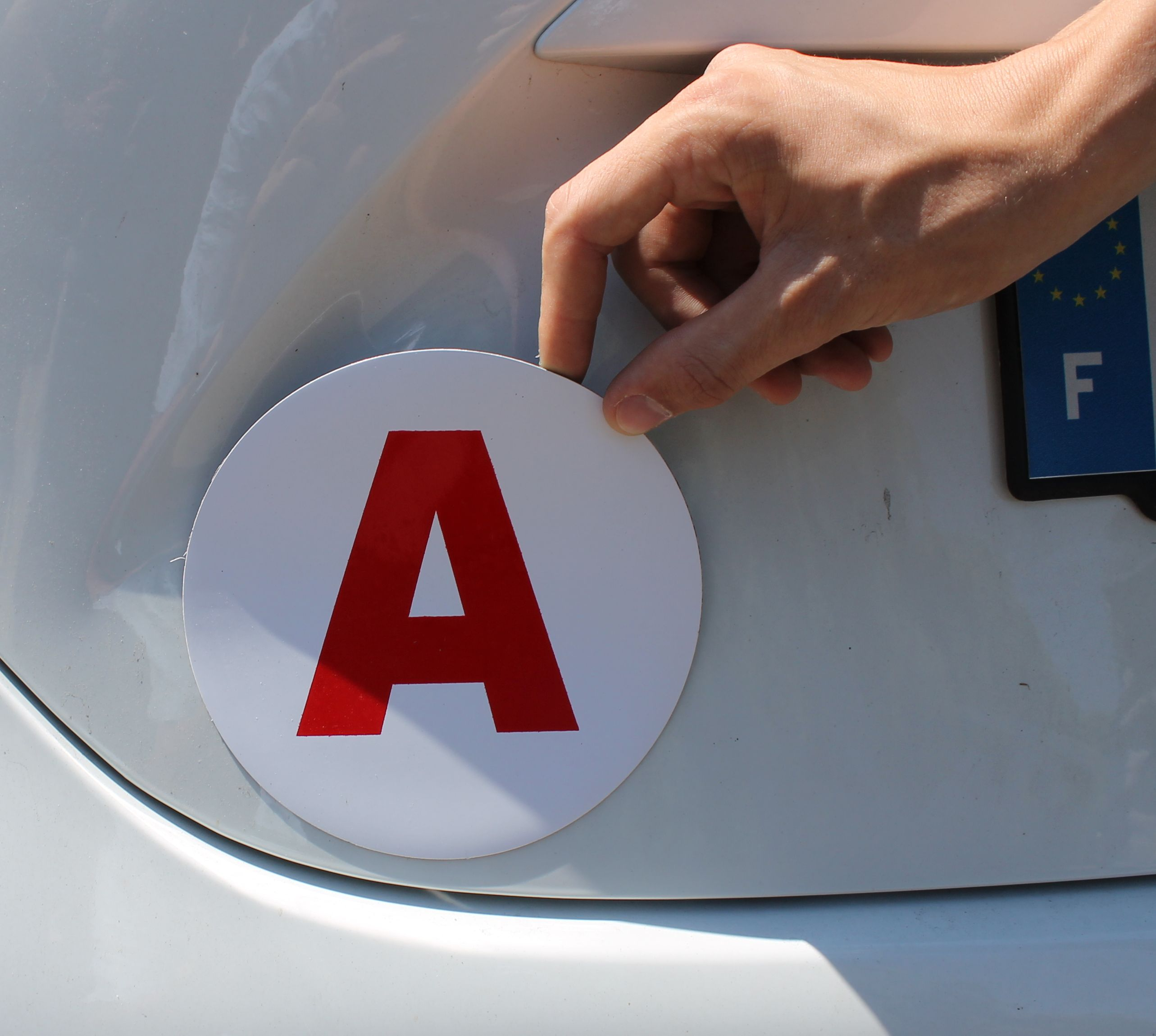
Disque A (magnétique).

Après l'obtention du permis de conduire, l'apprenti conducteur doit apposer un disque A sur l'arrière inférieure de la carrosserie gauche du véhicule pendant une durée de deux ans.
Le capital de points de départ est de six points. Le reste des points est gagné progressivement en deux ans, soit trois points par an si aucune infraction au code de la route n’est commise, totalisant neuf points au bout d'un an et douze au bout de deux ans (à l'anniversaire de date d'obtention du permis).
Si le jeune conducteur perd trois points en une seule fois lors de sa période probatoire, il doit alors effectuer un stage de sensibilisation à la sécurité routière après réception d'une lettre recommandée envoyée par le ministère de l'Intérieur référence 48N. En outre, l'apprenti conducteur doit passer deux ans sans infraction pour pouvoir bénéficier de son capital de douze points.
En cas de perte de points au cours de la période probatoire, s'il ne commet pas d'infraction pendant les 3 années qui suivent le dernier retrait de points, il obtiendra automatiquement les 12 points à la fin de cette nouvelle période probatoire. 
Néanmoins, en cas de perte de points, le conducteur a aussi la possibilité de suivre des stages lui permettant de récupérer 4 points maximum. 

## Avantages
Le taux de réussite au permis de conduire est plus élevé chez les jeunes ayant fait la conduite accompagnée que chez ceux qui ne l'ont pas fait (74 % contre 55 %). Le prix du permis de conduire en conduite accompagnée est également nettement moins cher que le prix de la formation traditionnelle (1110 euros en moyenne pour la formation en AAC contre 1665 euros en formation traditionnelle). Ce ne sont pas les prix actuels.
En cas d'échecs répétés, l'examen du code de la route reste valable cinq ans ou cinq examens pratiques. Dans le cadre d'une transformation du dossier AAC en permis B classique (après un échec par exemple), le code reste valable (alors qu'il fallait le repasser pour changer de filière, jusqu'en décembre 2009).
De plus, la durée du permis probatoire passe de trois à deux ans.
Il semblerait également que les jeunes conducteurs ayant profité du système de la conduite accompagnée aient moins d'accidents que les autres (risque divisé par 5[réf. souhaitée]). Les sociétés d'assurance leur proposent donc des tarifs plus bas. La surprime imposée aux jeunes conducteurs est souvent réduite de moitié la première année et disparaît la plupart du temps dès la deuxième année pour les bénéficiaires de la conduite accompagnée. Pourtant, d'après une étude statistique menée par une société d'assurance, la diminution du risque d'accident avoisinerait les 10 % .
Les parents qui font assurer leurs voitures pour leurs enfants (titulaires du permis) ne subissent aucune taxe supplémentaire. Le prix de l'assurance reste le même en conduite accompagnée.
Un avantage indirect de la conduite accompagnée est souvent évoqué : une révision du code de la route et un meilleur suivi des règles de conduite par les accompagnateurs.

## Dans le reste du monde

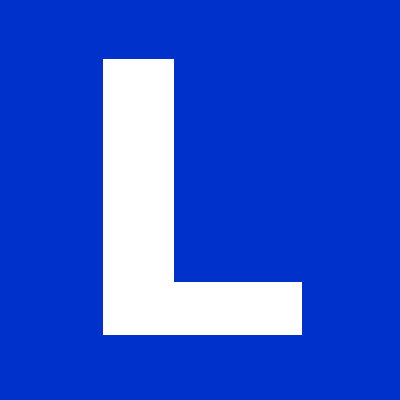
Symbole de la conduite accompagnée Suisse

Au Canada, il est possible d'obtenir un permis d'apprenti conducteur permettant la conduite d'un véhicule de promenade sous la surveillance d'une personne ayant son permis de conduire depuis au moins 2 ans.
Aux États-Unis, un certain nombre d'États proposent un apprentissage anticipé de la conduite. Dans le Michigan par exemple, le programme Graduated Driver Licensing permet de conduire accompagné d'un adulte à partir de 14 ans et 9 mois.
En Allemagne (mais également en Italie) il existe un apprentissage anticipé de la conduite nommé Begleitetes Fahren, qui permet de conduire accompagné à partir de 17 ans.
En Suisse, après l'examen théorique il est remis à l’élève un permis d’élève-conducteur (permis sur papier blanc) valable 2 ans, renouvelable. Ce permis donne le droit de conduire avec un instructeur d'auto-école ou un accompagnateur. Le véhicule doit être signalisé par un "L" blanc sur carré bleu signifiant Lernfahrer en Allemand (ou apprenti-conducteur en français).
En Belgique, il y a deux filières. La filière libre où après l'examen théorique il est remis à l’élève un permis provisoire valable 36 mois. Ce permis donne le droit de conduire avec un instructeur d'auto-école ou un accompagnateur. La seconde filière, où après l'examen théorique et au moins 20 h d'auto-école, l'élève reçoit un permis provisoire pour 18 mois. Ce permis donne le droit de conduire avec un instructeur d'auto-école, un accompagnateur mais également seul. Quelle que soit la filière le véhicule doit être signalisé par un « L » blanc sur un rectangle bleu.